# Doryichthys martensii
Doryichthys martensii är en fiskart som först beskrevs av Peters 1868.  Doryichthys martensii ingår i släktet Doryichthys och familjen kantnålsfiskar. IUCN kategoriserar arten globalt som livskraftig. Inga underarter finns listade i Catalogue of Life.